# Jardim Boiuna
Jardim Boiúna é um bairro não-oficial do Rio de Janeiro, oficialmente parte do bairro da Taquara adjacente aos sub-bairros de Rio Grande e Pau-da-Fome.
A história da Boiúna remonta pelo menos ao início do século XX, quando já era documentado como um dos núcleos habitacionais ao norte do Largo da Taquara.
Tem como principal ponto de interesse o centro espírita kardecista "Lar de Frei Luiz", bastante conhecido pelos praticantes da doutrina. Como todo o bairro da Taquara, possui condomínios e pequenas favelas. 
O sub-bairro possui uma estação de BRT do corredor TransOlímpica